# IKAROS

Schéma montrant des caractéristiques de la voile solaire déployée d'IKAROS.
Code des couleurs :
1. (carrés bleus sur les diagonales) Masses de 0,5 kg
2. (rectangle orange) Appareils à cristaux liquides
3. (carré bleu) Membranes épaisses de 7,5 μm et de diamètre de 20 mètres
4. (rectangle noir) Cellules solaires de 25 μm d'épaisseur
5. (lignes jaunes et bleus) Laisses
6. (disque bleu) Corps principal
7. (points jaunes) Instruments à l'intérieur du corps principal

IKAROS (Interplanetary Kite-craft Accelerated by Radiation of the Sun) est un démonstrateur de voile solaire développé par le département scientifique (ISAS) de l'Agence d'exploration aérospatiale japonaise (JAXA). Son lancement a été effectué le 20 mai 2010 par le lanceur H-IIA chargé de placer également en orbite la sonde vénusienne Akatsuki (Planet-C). La voile solaire utilise la pression de radiation solaire pour accélérer. Lorsque cette technologie sera maitrisée elle pourra permettre à des sondes spatiales de masse réduite de se déplacer dans le système solaire.

## Contexte
La mission d'Ikaros a une durée initiale de 6 mois. JAXA étudie le développement à la suite de cette mission et au cours de la décennie 2010 d'une sonde spatiale équipée d'une propulsion hybride et comprenant une voile solaire pour l'exploration des astéroïdes troyens.

## Description
IKAROS pèse 315 kg dont 15 kg pour la voile. La voile de forme carrée de 14,1 mètres de côté (20 mètres de diagonale) est réalisée en polyimide de 7,5 μm d'épaisseur. Des cellules solaires couvrent 10 % de sa superficie. Des portions de la voile sont capables de générer une poussée variable. Au centre de la voile se trouve une capsule d'un mètre de diamètre qui contient tous les autres composants du satellite.
La voile d'IKAROS est, au lancement, enroulée autour de la partie centrale, massive, du satellite, contenant notamment l'électronique de commande et des petits moteurs de contrôle d'orientation. Une fois en orbite, le satellite est mis en rotation (36 tours par minute) par ses moteurs ce qui entraîne le déploiement de la voile. Celle-ci reste néanmoins en partie ferlée. L'ensemble prend alors la forme d'une étoile de mer à quatre branches dont les extrémités sont munies de petites masses de 0,5 kg qui contribuent au déploiement des branches de l'étoile. Lorsque cette première phase est achevée, le système maintenant la voile ferlée est libéré, ce qui permet le déploiement complet de celle-ci. Enfin la vitesse de rotation est réduite par les moteurs d'orientation. Pour orienter la voile, huit parties de celle-ci situées près de chaque angle réfléchissent plus ou moins les photons quand on y fait passer un courant électrique. En électrifiant différemment deux bandes situées de part et d'autre du centre de masse du satellite, il se crée ainsi un couple de forces qui permet de faire pivoter la voile à la demande.

## Objectifs
Deux objectifs lui sont assignés, à savoir :
- valider le système de déploiement de la voile solaire et la capacité à capter l'énergie solaire grâce aux cellules installées dans la voile ;
- démontrer la capacité du satellite à se déplacer et à effectuer une navigation.

## Déroulement de la mission
Ikaros est mise en orbite le 20 mai 2010 par la fusée japonaise H-IIA chargée de placer également en orbite la sonde vénusienne Akatsuki (Planet-C).
Le déploiement de la voile solaire, une phase particulièrement délicate de la mission, est effectuée le 10 juin 2010. Le 16 juillet 2010, IKAROS commence à avancer grâce à la pression de radiation solaire. Le  polarimètre GAP (GAmma-ray burst Polarimeter) a détecté un sursaut gamma.

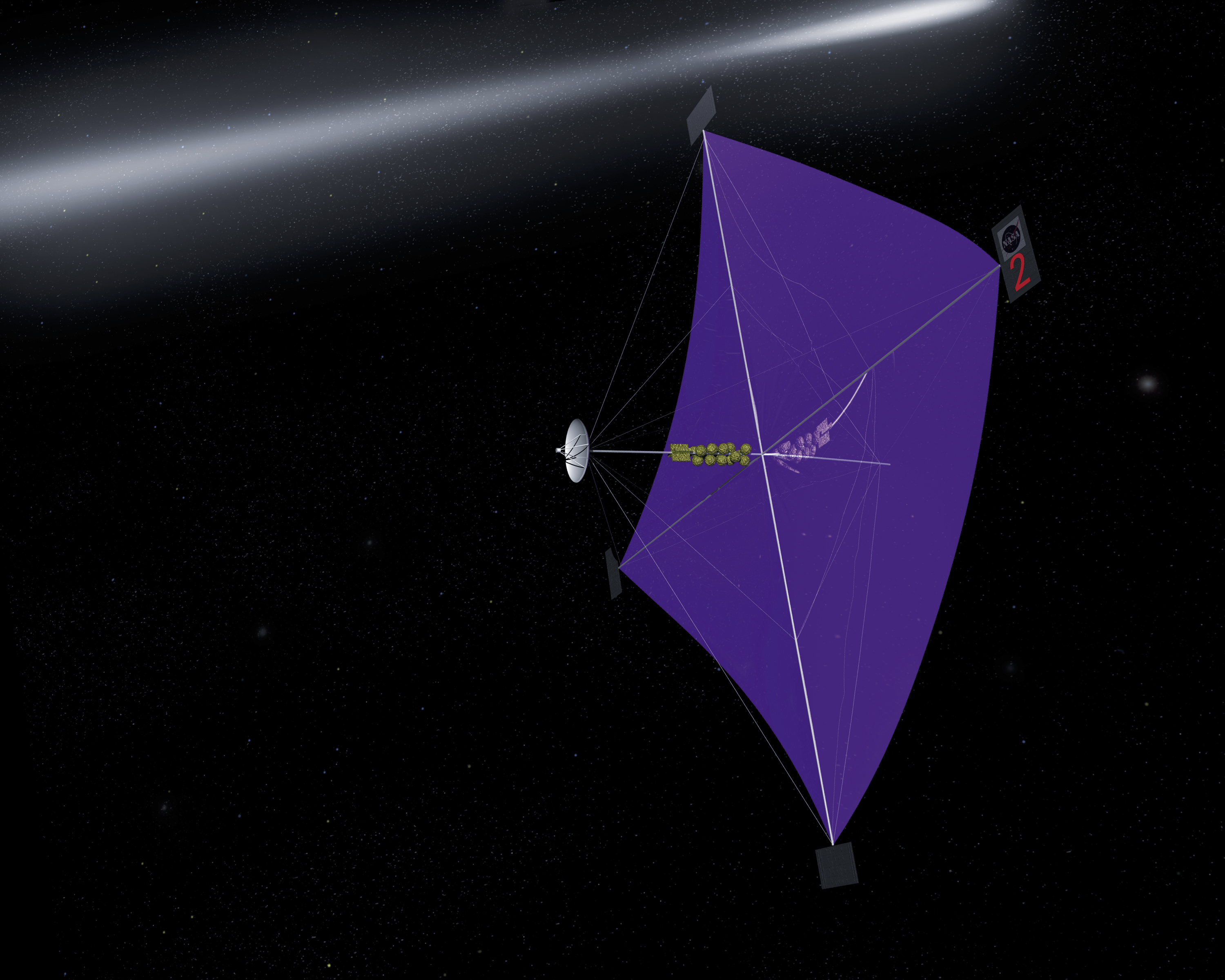
Vue d'artiste d'une voile solaire.

## Performances
La mission a permis de vérifier les performances d'une propulsion basée sur une voile solaire. La poussée totale  exercée par les photons sur la voile solaire d'une superficie de 173 m2 a été mesurée à 1,12 milliNewton (c'est-à-dire 0,114 grammes sur Terre) valeur très proche de ce qui était prévu par les concepteurs de la sonde spatiale. La force exercée sur la sonde spatiale d'une masse de 315 kg permet d'augmenter la vitesse d'une dizaine de m/s au bout d'un mois.

## Poursuite du vol
Basée sur un programme de six mois, la première mission a théoriquement été achevée et remplie avec succès dès 2010. Cependant, IKAROS a depuis poursuivi son vol : en 2015, il orbite toujours autour du soleil en dix mois. Sa capacité électrique étant faible, il est en mode hibernation pendant sept mois, au terme desquels il est réveillé par les techniciens de JAXA qui recueillent les données de la sonde pendant trois mois. Son quatrième éveil a eu lieu en mars 2015.